# Liste de langages de programmation
Le but de cette liste de langages de programmation est d'inclure tous les langages de programmation existants, qu'ils soient actuellement utilisés ou historiques, par ordre alphabétique.
Les langages informatiques de représentation de données tels que XML, HTML, XHTML ou YAML ne sont pas listés ici. Un langage de programmation doit permettre d’écrire des algorithmes, mais il n’est pas nécessaire qu’il soit Turing-complet . Par exemple, Gallina, le langage de programmation de Rocq, ne l’est pas.
Par ailleurs, cette liste répertorie les langages de programmation, et non leurs implémentations (par exemple, JRuby et IronRuby sont deux implémentations différentes du même langage Ruby).
- Haut – A
- B
- C
- D
- E
- F
- G
- H
- I
- J
- K
- L
- M
- N
- O
- P
- Q
- R
- S
- T
- U
- V
- W
- X
- Y
- Z

## A
- APL ou souvent appelé Langage A
- A+
- A++
- A Sharp (.NET)
- A♯ (Axiom) (en)
- A-0 System
- ABAL
- ABAL++
- ABAP
- ABC
- ABCL/1
- ABCL/c+
- ABCL/R
- ABCL/R2
- Abel
- ABSET (en)
- ABSYS
- ALI
- Abundance
- ACC (programming language) (en)
- Accent
- ActForex
- Distributed Application Specification Language (DASL) (en)
- ACT-III
- Ada
- Adenine
- Afnix
- Agora (programming language) (en)
- AIS Balise
- Aikido
- Alef
- Algebraic Logic Functional programming language (en)
- Algol 60
- Algol 68
- Algol W
- Alice (programming language) (en)
- Ambi
- Amiga E (en)
- AML
- AMOS
- AMPLE
- APDL
- AppleScript
- Arc
- Ariberion
- Arobase (langage)
- Assembleur
- ASP.NET
- ATS
- AutoHotkey
- AutoIt
- Averest
- awk
- axe parser
- Axum (programming language) (en)

## B
- B
- Bah-Lang
- BASIC
- BASICA
- Basic Nspire
- BlitzBasic
- DarkBasic
- FreeBasic
- GW-Basic
- Microsoft Small Basic
- PowerBasic (en)
- PureBasic
- QuickBasic
- SmallBasic
- TI-Basic
- True Basic
- Turbo Basic
- Visual Basic
- wxBasic
- Bash (Bourne-Again shell)
- Batch file (fichier bat)
- bc
- BCPL
- BeanShell
- Beef
- Befunge
- Bennu
- Bertrand
- BETA
- Bigwig
- Bistro
- BitC
- BLISS
- BlitzBasic
- Blueprint Visual Scripting[1]
- Blue
- Bon
- Boo
- Boomerang
- Bosque
- Bourne shell (sh)
- BPEL
- Brainfuck
- BUGSYS
- BuildProfessional

## C
- C
- C--
- C++
- C++11
- C++14
- C++17
- C#
- C/AL (en)
- Caché ObjectScript (en)
- Cameleon
- Caml
- Carbon
- Cat
- Cayenne
- Cecil (en)
- Cel
- Cesil (en)
- Ceylon
- CFML
- Cg
- Ch interpreter (en)
- Chapel
- CHAIN
- Charity
- Chef
- CHILL
- CHIP-8
- chomski
- CHR
- Chrome
- ChucK
- CICODE
- CIL
- Cilk (en)
- CL
- Claire (en)
- Clarion
- Clean (en)
- Clipper
- CLIST
- Clojure
- CLU
- CMS-2
- COBOL
- CobolScript (en)
- Cobra
- CODE
- CoffeeScript
- Cola
- ColdC
- ColdFusion
- COMAL
- Common Lisp
- COMPASS
- Component Pascal
- COMIT
- Converge
- Cool
- Rocq
- Coral 66 (en)
- Corn
- CorVision
- Cosmos-f
- COWSEL
- CpcdosC+ (CC+)
- CPL
- Crystal
- C shell (csh)
- CSP
- Csound
- CSS
- CSS 3
- Cubescript
- Curl
- Curry
- Cyclone

## D
- D
- Dao
- DASL - Distributed Application Specification Language
- DASL - Datapoint's Advanced Systems Language
- DarkBASIC
- Dart
- DataFlex
- Datalog
- dBase
- dc
- DCL
- Deesel (précédemment G)
- Delphi
- Devling
- Dialect
- DinkC
- Dialog Manager
- DIBOL
- Down
- Duke C
- Dylan
- Dynace

## E
- E
- Ease
- EASY
- Easytrieve Classic (en)
- Easytrieve Plus (en)
- eC (Ecere C)
- ECMAScript
- eDeveloper
- Edinburgh IMP
- EGL
- Eiffel
- Einstein
- Elan
- elastiC
- Elf
- Elm
- Emacs Lisp
- Englesi
- Epigram
- Erlang
- Escapade
- Escher
- Esterel
- Etoys
- Euclid
- Euler
- Euphoria
- CMS EXEC (en)
- EXEC 2 (en)
- Extends

## F
- F
- F#
- Factor
- Falcon
- False
- Fan
- Fancy
- Fantom (en)
- FAUST
- Felix
- Ferite
- FFP
- Fjölnir
- FL
- Flavors
- FLOW-MATIC
- Fly
- FOCAL
- FOCUS
- FOIL
- FORMAC
- @Formula
- Forth
- Fortran
- Fortress
- FoxPro 2
- FP
- Franz Lisp
- Frink
- F-Script
- FSProg
- Funnel
- Fuxi
- FranceScript

## G
- Gambas
- GAMS
- GAP (RGP)
- GAP (logiciel de calcul formel)
- G-code
- GDL
- Gibiane
- GFA BASIC
- GJ
- GLSL
- GM
- GML (Game Maker Language)
- Go
- Go!
- GOAL
- GDScript
- Gödel
- Godiva
- Goo
- GOTO++
- GOTRAN
- GPSS
- GraphTalk
- GRASS
- Grammer
- Green
- Groovy
- GrooveX
- GW-Basic

## H
- Hack
- HAL/S
- Haskell
- Haxe
- High Level Assembly
- HLSL
- Hop
- Hope
- Hugo

- Hume
- HyperTalk
- HolyC

## I
- IBM Basic Assembly Language (BAL) (en)
- IBM Informix-4GL
- IBM RPG
- ICI
- Icon
- Id
- IDL (Interactive Data Language)
- IL[2]
- IMP
- Inform
- INTERCAL
- Io
- Ioke
- IPL
- IPTSCRAE
- Isnubi
- ISWIM

## J
- J
- J#
- JADE
- Jako
- Jackson Structured Programming
- JAL
- Janus
- JASS (en)
- Java
- JavaScript
- JCL (Job Control Langage)
- JEAN
- Join Java
- JOSS
- Jaul
- Joule
- JOVIAL (en)
- Joy
- JSP
- Julia
- Visual J++

## K
- Kafe
- K
- Kaleidoscope
- Karel
- Karel++
- Kaya
- KEE
- Kiev
- KIF
- Kite
- Kogut
- Korn shell (ksh)
- Kotlin
- KRC
- KRYPTON
- KUKA

## L
- L
- L# .NET
- LabVIEW
- Ladder (LD)
- Lagoona
- LANSA
- LARP
- Lasso
- Lava
- Leadwerks Script
- Leda
- LeekScript
- Legoscript
- Lexico
- Light Script
- Limbo
- Limnor
- LINC
- Lingo
- Linoleum
- Linotte
- LIS
- LISA
- Lisaac
- Lisp
- Lithe
- Little b
- Logo
- LOLCODE
- LPC
- LSE
- LSL
- Lua
- Lucci
- Lucid
- Lush
- Lustre
- LYaPAS
- Lynx
- LZX

## M
- M
- M4
- Maxima
- MAD
- Magik
- Magma
- Malbolge
- MapBasic
- Maple
- Mapper[3]
- MARK-IV[4]
- Mary
- Microsoft Macro Assembler
- Micro Lua DS
- Mathematica
- MATLAB
- MaxScript (Autodesk 3ds Max)
- Maya (MEL)
- MDL
- Mercury
- Mesa
- MetaL
- Metamath
- MicroAlg
- Microcode
- MicroScript
- MIIS
- MillScript
- MIMIC (en)
- min
- MisterDev
- Mindscript
- Miranda (en)
- Miva Script
- ML
- Moby
- Model 204
- Modula
- Modula-2
- Modula-3
- Mojo
- Mondrian
- MOO
- Mortran
- Moto
- Mouse
- MPD
- MPP
- MSIL (CIL)
- mSL (mIRC Scripting language)
- MSX BASIC
- MUMPS
- Mythryl

## N
- N
- Napier88
- Natural
- Ncodi
- NBC
- NEAT chipset
- Neko
- Nemerle
- Neonitisme
- NESL
- NestJs
- Net.Data
- NetLogo
- NewLISP
- NEWP
- NewtonScript
- NGL
- Nial
- Nice
- Nickle
- Nil
- Nit
- NPL
- Nosi
- NQC
- Nu
- Nutty
- NXC
- NXT-G
- Nyquist

## O
- o:XML
- Oak
- Oberon
- Object Lisp
- ObjectLOGO
- Objective-C
- Objective-J
- Obliq
- Obol
- OCaml
- occam
- occam-p
- OmniMark
- ooc
- Opa
- Opal
- OpenEdge ABL
- OPL
- OPS5
- Ork
- ORCA/Modula-2
- Orwell
- Oxygene
- Oz

## P
- Panoramic
- PARI/GP
- Pascal - ISO 7185[5] et ISO 10206[6]
- P4
- Pascal Objet
- Pawn
- PCASTL
- PCF
- PEARL
- Perl
- Pharo
- PHP
- Phrogram[7]
- Pico
- Pict
- Piet
- Pike
- PIKT
- PILOT
- Pizza
- Pi-calcul
- PL-11
- PL/0
- PL/B
- PL/C
- PL/I
- PL/M
- PL/P
- PL/SQL
- PL360
- PLANC
- Plankalkül
- PLEX (en)
- PLEXIL
- Pliant
- POP-11
- Poplog
- Portal
- PostScript
- PortablE
- PowerBuilder
- Powerhouse
- PowerShell
- PPL
- Processing
- Prograph
- Progress 4GL
- PROIV
- Prolog
- PROMELA
- PROTEL
- Proteus
- ProvideX
- Pure
- PureBasic
- Python

## Q
- Q
- Q#
- Qi
- QtScript
- QBasic
- QML
- QuakeC
- QPL

## R
- R
- R++
- Raku
- Rapira
- Ratfiv
- Ratfor
- RBScript
- rc (en)
- Rebol
- Red
- Redcode
- REFAL
- Reia
- Revolution
- REXX
- Rlab
- ROOP
- RPG
- RPL
- RSL
- RTL/2
- Ruby
- Rust

## S
- S
- S2
- S3
- S-Lang
- SA-C
- SAC
- Safe C
- SAIL
- SALSA
- SAM76
- SAS
- SASL
- Sather
- Sawzall
- SBL
- Scala
- Scheme
- Scilab
- Scol
- Scratch
- Script.NET
- Sed
- Seed7
- Self
- SETL
- Shakespeare Programming Language ou SPL
- Shift Script
- Signal
- Silq
- SiMPLE
- SIMPOL
- SIMSCRIPT
- Simula
- SISAL
- Slate (de)
- SLIP
- SMALL
- Smalltalk
- SML
- SNOBOL
- SPITBOL
- Snap!
- Snow
- Snowball
- SNUSP
- SOL
- Span
- SPARK
- Spice
- SPIN
- SP/k
- SPS
- Squeak
- Squirrel
- SR
- SSL
- STOS BASIC
- Strand
- Subtext
- Suneido
- SuperCollider
- Suylo
- Swift
- SYMPL
- SyncCharts
- SystemVerilog
- Sourcepawn

## T
- T
- TACL
- TACPOL
- TADS
- TAL
- Tcl[8]
- Tea
- TECO
- TELCOMP
- CA-Telon
- TenCORE
- Terra
- TEX (en)
- TeX[9]
- Ticol
- TIE
- Tiger
- Thue
- TI-Basic
- TI-Extended Basic
- Timber
- Tom
- TOM
- Topspeed
- TPU
- Trac
- Transact-SQL
- TTCN
- Turing
- TUTOR
- TXL
- Turbo Pascal
- TypeScript

## U
- Ubercode
- UbikCode
- Uiua
- Unicon
- Uniface
- uniPaaS
- unison
- UNITY
- UnityScript (plus utilisé)
- Unix shell
- Unlambda
- UnrealScript
- USE[10]

## V
- V[11]
- Vlang[12]
- Vala
- VBA
- VBScript
- Verilog
- VHDL
- Visual Adélia
- Visual Basic (VB6)
- Visual Basic .NET
- Visual DataFlex
- Visual DialogScript
- Visual FoxPro
- Visual Objects
- Vvvv

## W
- Water
- WATFIV, WATFOR (en)
- WebQL
- Whitespace
- Winbatch
- WLangage (WinDev)
- Windows PowerShell

## X
- X#
- X++
- X10
- XBL
- xHarbour
- XL
- XNA
- XOTcl
- XPL
- XPL0
- XQuery
- XSLT

## Y
- Y
- YaBasic
- YAL
- Yoix
- Yorick

## Z
- Z notation
- Zeno
- Zig
- Zonnon
- ZOPL
- ZPL
- ZScript
- ZZT-oop